# Jennifer Ognibene
Jennifer Anne Ognibene (Nueva York,  Estados Unidos, 4 de diciembre de 1989), conocida por su nombre artístico Jenny O., es una cantautora estadounidense, con sede en Los Ángeles, California

## Primeros años de vida y educación
Jenny O. nació 4 de diciembre de 1989 y creció en Long Island, Nueva York. Estudió jazz en la Universidad Estatal de Nueva York en New Paltz y luego se graduó de la Universidad Estatal de Nueva York en Purchase Conservatory of Music con una licenciatura en composición de estudio.

## Grabaciones
Jenny O. autoprodujo un álbum de reproducción extendida de cinco canciones, Home. Fue lanzado en 2011 en Manimal Records. Las canciones del EP han sido autorizadas para las series de televisión True Blood, Wilfred, Off the Map, para campañas publicitarias de Subaru y Toyota, y el videojuego Rocksmith.
Un álbum debut, "Automechanic" fue lanzado el 5 de febrero de 2013 (Holy Trinity Records). Fue producido por Jonathan Wilson en Echo Park, Los Ángeles. Las grabaciones incluyen a Jenny O., Jonathan Wilson, James Gadson, Benji Lysaght y Jake Blanton (de la banda de rock estadounidense The Killers).
En octubre de 2016 lanzó un nuevo EP de cinco canciones titulado Work, publicado por Manimal / Holy Trinity.
Su segundo álbum de larga duración, Peace and Information, fue lanzado el 4 de agosto de 2017, en Holy Trinity Records.